# Roots (Slide Hampton)
| Recensione | Giudizio |
| ---------- | -------- |
| AllMusic   | [ 1 ]    |

Roots è un album discografico a nome di Slide Hampton Quintet Featuring Clifford Jordan, pubblicato dall'etichetta discografica olandese Criss Cross Jazz Records nel 1985.

## Tracce
Lato A
1. Precipice – 10:25 (Clifford Jordan)
2. Solar – 11:30 (Miles Davis)

Lato B
1. Roots – 8:25 (Slide Hampton)
2. Maple Street – 9:24 (Cedar Walton)

Edizione CD del 1990, pubblicato dalla Criss Cross Jazz Records (Criss 1015 CD)
1. Precipice – 10:25 (Clifford Jordan)
2. Solar – 11:30 (Miles Davis)
3. Roots – 8:25 (Slide Hampton)
4. Maple Street – 9:24 (Cedar Walton)
5. My Old Flame – 10:40 (Sam Coslow, Arthur Johnston) – Bonus Track
6. Just in Time – 4:11 (Betty Comden, Adolph Green, Jule Styne) – Bonus Track
7. Precipice – 10:22 (Clifford Jordan) – Bonus Track - Take 1
8. Barbados – 5:17 (Charlie Parker) – Bonus Track

## Musicisti
- Slide Hampton - trombone
- Clifford Jordan - sassofono tenore
- Cedar Walton - pianoforte
- David Williams - contrabbasso
- Billy Higgins - batteria

Note aggiuntive
- Gerry Teekens - produttore
- Registrato il 17 aprile 1985 allo Studio 44 di Monster, Paesi Bassi
- Max Bolleman - ingegnere delle registrazioni
- Gorm Valentin - fotografia copertina frontale
- Frans Schellekens - fotografie
- Leendert Stofbergen - design copertina[2]